# Abba Kovner
Abba Kovner (em hebraico:  אבא קובנר) (14 de março de 1918 - 25 de setembro de 1987) foi um líder partidário judeu polonês e, mais tarde, um poeta e escritor israelense. No Gueto de Vilna, seu manifesto foi a primeira vez que um alvo do Holocausto identificou o plano alemão de assassinar todos os judeus. Sua tentativa de organizar uma revolta no gueto falhou, mas ele fugiu para a floresta, juntou-se aos guerrilheiros soviéticos e sobreviveu à guerra. Após a guerra, Kovner liderou a Nakam, uma organização paramilitar de sobreviventes do Holocausto que buscava vingança genocida assassinando seis milhões de alemães, mas Kovner foi preso na zona britânica da Alemanha ocupada antes que pudesse realizar seus planos com sucesso. Ele fez aliá ao Estado de Israel em 1947. Considerado um dos maiores autores da poesia hebraica moderna, Kovner recebeu o Prêmio Israel em 1970.

## Biografia
Abba (Abel) Kovner nasceu em 14 de março de 1918, em Ashmyany (agora Ashmyany, Belarus). Seus pais eram Rochel (Rosa) Taubman e Israel Kovner e seus irmãos eram Gedalia e o caçula Michel. Em 1927, a família mudou-se para Wilno (agora Vilnius, Lituânia) para a Rua Popławska. Abba Kovner foi educado no Hebrew Tarbut Gymnasium em Wilno e na Faculdade de Artes da Stefan Batory University. Seu pai tinha uma loja em Wilno que vendia couro na rua Julian Klaczko. Enquanto prosseguia seus estudos, Abba tornou-se um membro ativo do movimento juvenil socialista sionista HaShomer HaTzair. Abba Kovner era primo do líder do Partido Comunista Israelense e ativista antissionista Meir Vilner.

### Segunda Guerra Mundial
Após a invasão da Polônia em 1939, Wilno, onde Kovner morava, caiu na zona de ocupação soviética. Em 1941, a Alemanha Nazista invadiu a União Soviética e capturou Vilnius (Wilno) dos soviéticos. Todos os judeus receberam ordens dos ocupantes para se mudarem para o Gueto de Vilna, mas Kovner conseguiu se esconder com vários amigos judeus em um convento dominicano chefiado pela freira católica polonesa Anna Borkowska nos subúrbios da cidade. Ele logo voltou para o gueto. Kovner concluiu que, para que qualquer revolta fosse bem-sucedida, uma força de combate da resistência judaica precisava ser reunida.

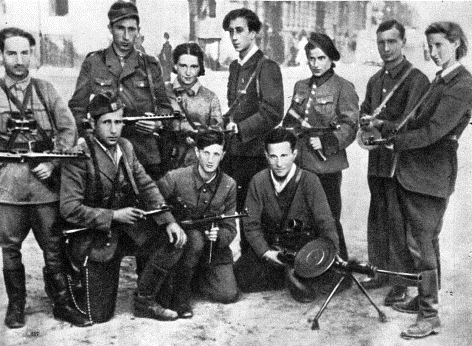
Abba Kovner (em pé, centro) com membros do FPO no Gueto de Vilna. Rozka Korczak está à sua esquerda e Vitka Kempner está na extrema direita.

No início de 1942, Kovner lançou um manifesto no gueto, intitulado: "!אל נלך כצאן לטבח" (Não vamos como cordeiros para o matadouro!"), embora a autoria tenha sido contestada. O manifesto foi a primeira instância em que um alvo do Holocausto identificou que Hitler havia decidido matar todos os judeus da Europa, e o primeiro uso da frase "como ovelhas para o matadouro" em um contexto do Holocausto. Kovner informou aos judeus restantes que seus parentes que haviam sido levados foram assassinados no massacre de Ponary e argumentou que era melhor morrer lutando.  Naquela época, ninguém sabia com certeza mais do que assassinatos locais, e muitos receberam o manifesto com ceticismo. Para outros, esta proclamação representou um ponto de virada na compreensão da situação e como responder a ela. A ideia de resistência foi disseminada de Vilnius por mensageiros do movimento juvenil, principalmente mulheres, para os guetos da Polônia ocupada, da Bielorrússia ocupada e da Lituânia ocupada.
Kovner, Yitzhak Wittenberg, Alexander Bogen e outros formaram a "Fareynikte Partizaner Organizatsye", ou "FPO", uma das primeiras organizações clandestinas armadas nos guetos judeus sob ocupação nazista. Kovner tornou-se seu líder em julho de 1943, depois que Wittenberg foi nomeado por um camarada torturado e se entregou para evitar um ataque ao gueto. O "FPO" planejava lutar contra os alemães quando chegasse o fim do gueto, mas as circunstâncias e a oposição dos líderes do gueto tornaram isso impossível e eles fugiram para as florestas.
De setembro de 1943 até o retorno do exército soviético em julho de 1944, Kovner, junto com seus tenentes Vitka Kempner e Rozka Korczak, comandou um grupo guerrilheiro chamado Vingadores ("Nokmim") nas florestas perto de Vilna e se envolveu em sabotagem e ataques de guerrilha. contra os alemães e seus colaboradores locais. Os Vingadores eram um dos quatro grupos predominantemente judeus que operavam sob o comando dos guerrilheiros liderados pelos soviéticos.  Um registro da atividade partidária registrou que 30 combatentes dos grupos partidários "Avengers" e "To Victory" participaram do massacre de pelo menos 38 civis em Koniuchy em janeiro de 1944. 
Após a libertação de Vilnius pelo Exército Vermelho Soviético em julho de 1944, Kovner se tornou um dos fundadores do movimento Berihá, ajudando os judeus a escapar da Europa Oriental após a guerra.

### Nakam
No final da guerra, Kovner foi um dos fundadores de uma organização secreta Nakam (vingança), também conhecida como Dam Yisrael Noter ("o sangue de Israel vinga", com a sigla DIN significando "julgamento") cujo objetivo era buscar vingança pelo Holocausto.   Dois planos foram formulados. O plano A era matar um grande número de cidadãos alemães envenenando o abastecimento de água de Hamburgo, Frankfurt, Munique e Nuremberg, a Nakam pretendia matar 6 milhões de alemães. O plano B era matar prisioneiros da SS mantidos em campos de prisioneiros de guerra aliados. Em busca do Plano A, membros do grupo foram infiltrados em estações de tratamento de água e esgoto em várias cidades, enquanto Kovner foi para a Palestina em busca de um veneno adequado. Kovner discutiu a Nakam com os líderes do Yishuv, embora não esteja claro o quanto ele disse a eles e não parece ter recebido muito apoio. Segundo relato do próprio Kovner, Chaim Weizmann aprovou quando apresentou o Plano B e o colocou em contato com o cientista Ernst Bergmann, que deu a tarefa de preparar o veneno a Ephraim Katzir (posteriormente presidente de Israel) e seu irmão Aharon. Os historiadores expressaram dúvidas sobre o envolvimento de Weizmann, já que ele estava no exterior na época especificada por Kovner. Os irmãos Katzir confirmaram que deram veneno a Kovner, mas disseram que ele apenas mencionou o Plano B e negaram que Weizmann pudesse estar envolvido. Como Kovner e um cúmplice estavam voltando para a Europa em um navio britânico, eles jogaram o veneno ao mar quando Kovner foi preso. Ele ficou preso por alguns meses no Cairo e o Plano A foi abandonado. 
Em abril de 1946, membros da Nakam invadiram uma padaria usada para fornecer pão para o campo de internamento de Langwasser perto de Nuremberg, onde muitos prisioneiros de guerra alemães estavam detidos. Eles revestiram muitos dos pães com arsênio, mas foram perturbados e fugiram antes de terminar seu trabalho. Mais de 2.200 prisioneiros alemães adoeceram e 207 foram hospitalizados, mas nenhuma morte foi relatada. 

### Israel

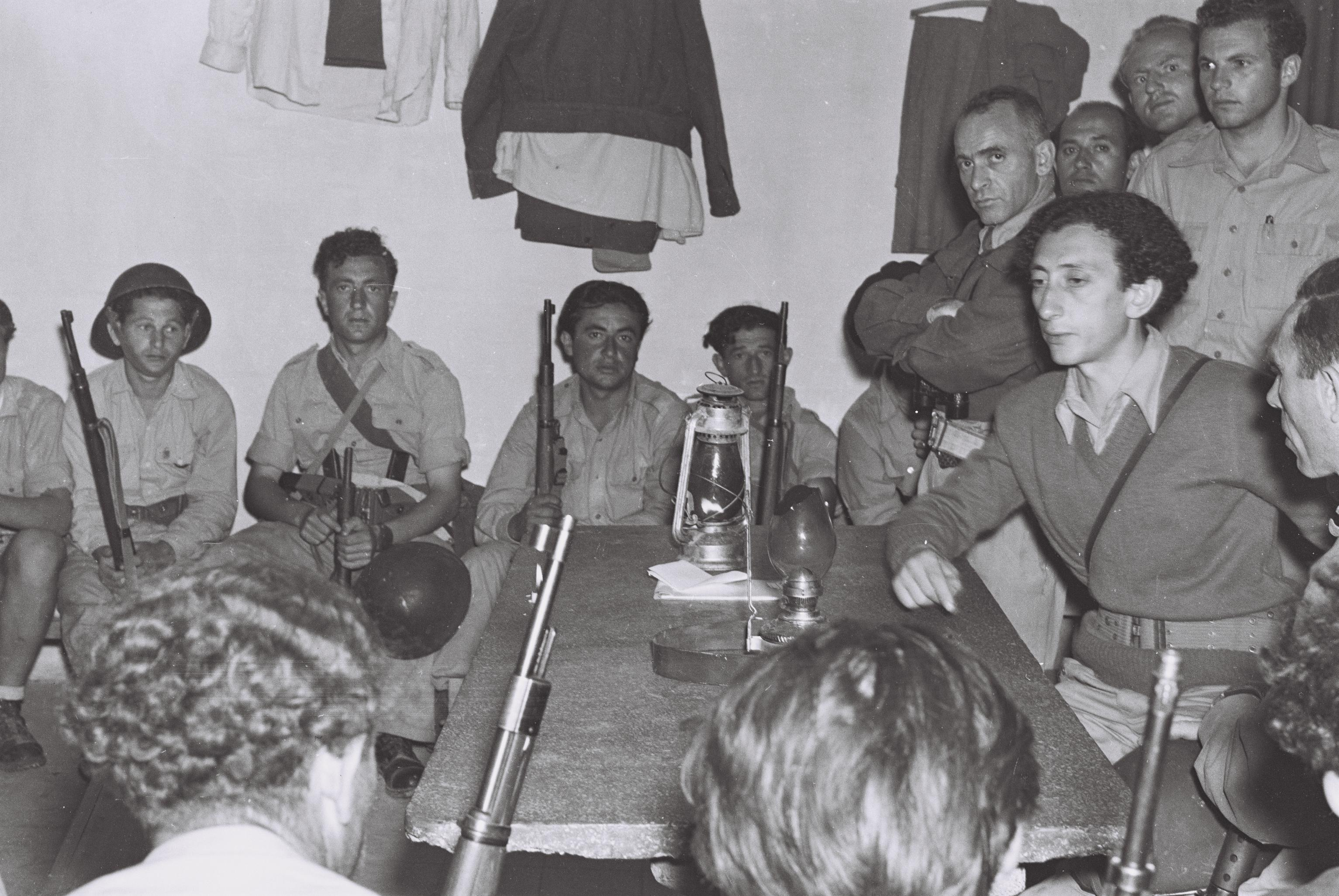
Kovner (à direita) informa membros do IDF em Yad Mordechai durante a Guerra Árabe-Israelense de 1948.

Kovner ingressou no Haganá em dezembro de 1947 e, logo após a declaração de independência de Israel em maio de 1948, ele se tornou capitão da Brigada Givati das IDF.  Durante a guerra árabe-israelense de 1948, ele se tornou conhecido por suas "páginas de batalha", intituladas "Morte aos invasores!", Que continham notícias da frente egípcia e ensaios destinados a manter o moral elevado. No entanto, o tom das páginas, que pedia vingança pelo Holocausto e se referia ao inimigo egípcio como víboras e cães, incomodou muitos líderes políticos e militares israelenses.  O líder do HaShomer Hatzair, Meir Ya'ari, acusou-o de espalhar "propaganda de terror fascista".  Sua primeira página de batalha, intitulada "Fracasso", iniciou uma polêmica que continua até hoje quando acusou a guarnição Nitzanim de covardia por se render a uma força esmagadora egípcia.  
De 1946 até sua morte, Kovner residiu no Kibbutz Ein HaHoresh. Ele era ativo no Mapam, bem como no HaShomer HaTzair, mas nunca assumiu um papel político formal. Ele desempenhou um papel importante no projeto e construção de vários museus do Holocausto, incluindo o Museu da Diáspora em Tel Aviv.

## Morte

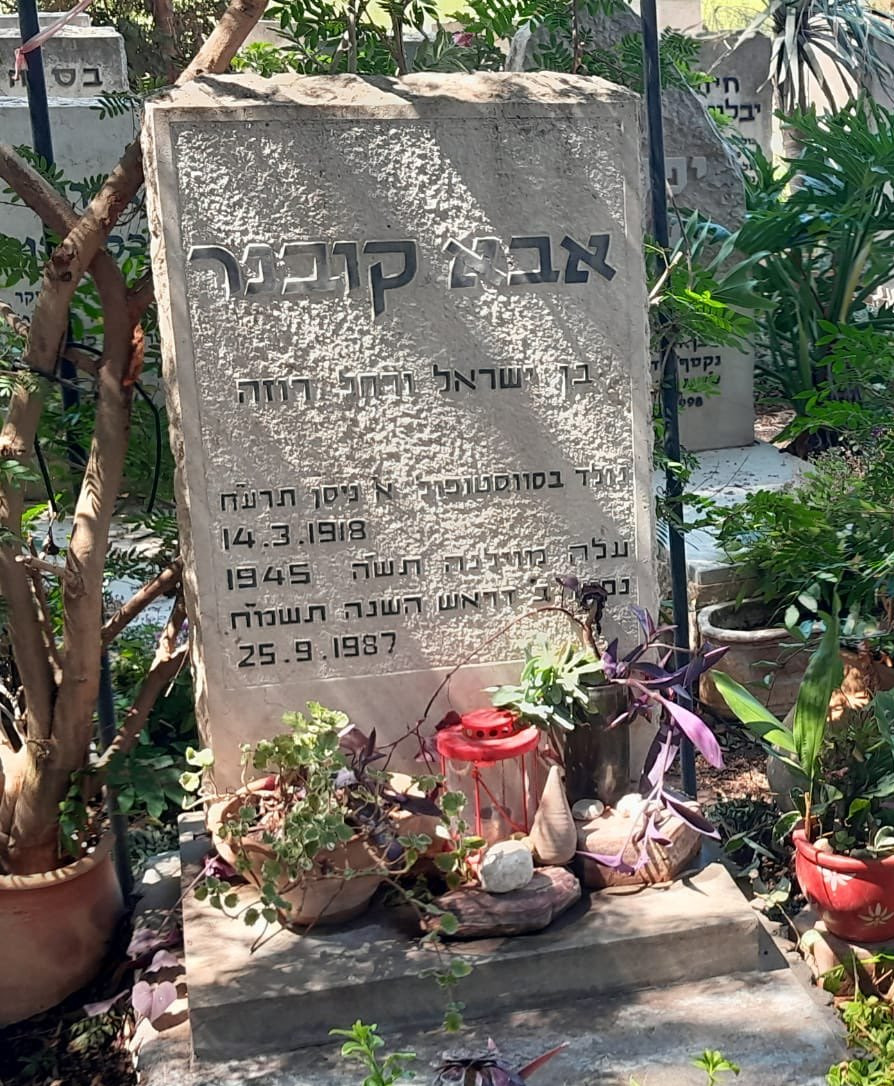
Túmulo de Kovner no kibutz Ein Ha Horesh.

Kovner morreu em 1987 (aos 69 anos) de câncer de laringe, talvez devido ao tabagismo pesado ao longo da vida,  em sua casa em Ein HaHoresh. Ele deixou sua esposa, Vitka Kempner, que se casou com Kovner em 1946, e seus dois filhos.

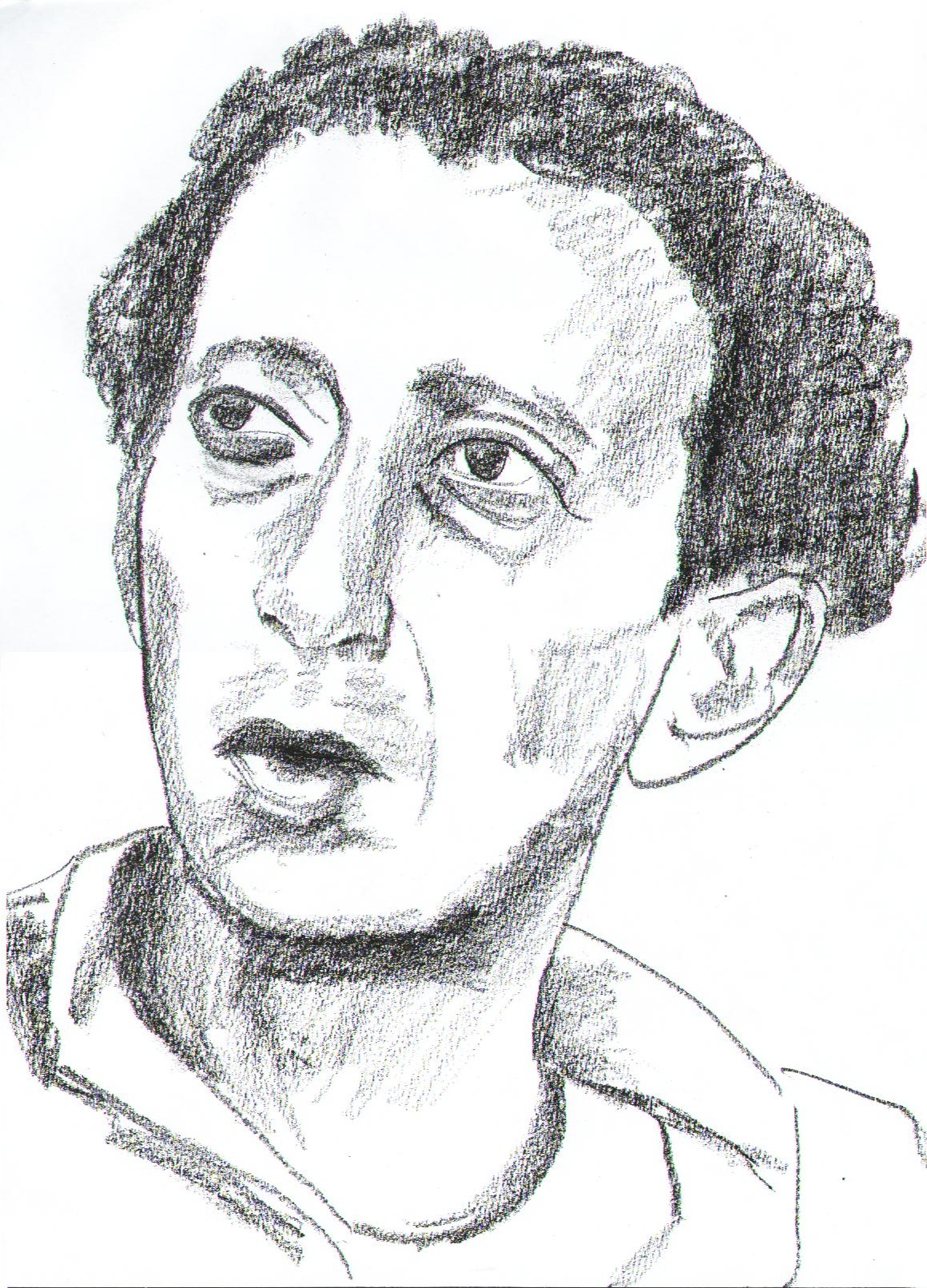
Abba Kovner desenhado por Chaim Topol

### Legado
O livro de poesia de Kovner עד-לא-אור ("Ad Lo-Or",em português:  Até Sem Luz), 1947, descreve em narrativa lírico-dramática a luta dos guerrilheiros da Resistência nos pântanos e florestas do Leste Europeu. Ha-Mafteach Tzalal, ("A Chave Afogada"), 1951, também é sobre essa luta. Pridah Me-ha-darom ("Partida do Sul"), 1949, e Panim el Panim ("Face a Face"), 1953, continuam a história com a Guerra da Independência.
A história de Kovner é a base para a música "Six Million Germans / Nakam", de Daniel Kahn & The Painted Bird.
Kovner testemunhou sobre suas experiências durante a guerra no julgamento de Adolf Eichmann.

## Prêmios e Honrarias
- Em 1968, Kovner recebeu o Prêmio Brenner de literatura.[34]
- Em 1970, Kovner recebeu o Prêmio Israel de literatura.[35]
- Em 1986, Kovner recebeu o Prêmio do Primeiro Ministro para Obras Literárias Hebraicas.

## Leitura Adicional
- Ver The Modern Hebrew Poem Itself (2003), ISBN 0-8143-2485-1.
- Ver My Little Sister and Selected Poems, trad. Shirley Kaufman (1986), ISBN 0-932440-20-7.
- Veja Os Vingadores (2000), de Rich Cohen, ISBN 0-375-40546-1.